# 香简草属
香简草属（学名：Keiskea）是唇形科下的一个属，为草本或亚灌木植物。该属共有约6种，分布于日本和中国。